# 9503 Agrawain
9503 Agrawain (2180 T-2) là một tiểu hành tinh vành đai chính.